# Hydrangeocola transversa
Hydrangeocola transversa är en stekelart som beskrevs av Papp 1992. Hydrangeocola transversa ingår i släktet Hydrangeocola och familjen bracksteklar. Inga underarter finns listade i Catalogue of Life.